# جایگاه چشمگیر (فیلم ۲۰۰۰)
جایگاه چشمگیر (انگلیسی: Center Stage) فیلمی آمریکایی در ژانر درام نوجوانی به کارگردانی نیکلاس هایتنر است که در سال ۲۰۰۰ منتشر شد. این فیلم دربارهٔ گروهی از رقصندگان جوان با سوابق مختلف است که عضو آکادمی تخیلی باله آمریکایی در نیویورک می‌شوند. این فیلم به بررسی مسائل و مشکلات دنیای رقص حرفه‌ای می‌پردازد و اینکه هر فردی چگونه با استرس کنار می‌آید. زوئی سالدانیا و آماندا شول فعالیت سینمایی خود را با این فیلم آغاز کرده‌اند. سوزان می پرت، پیتر گلگر، دونا مورفی و ایتان استیفل از دیگر بازیگران فیلم هستند.